# Liu Junlin
Liu Junlin (chiń. 劉俊林; ur. 13 marca 1963) – chiński judoka. Dwukrotny olimpijczyk. Zajął jedenaste miejsce w Seulu 1988 i czternaste w Los Angeles 1984. Walczył w kategoriach 78-86 kg.
Zajął siódme miejsce na mistrzostwach świata w 1987. Brązowy medalista mistrzostw Azji w 1988 roku.

## Letnie Igrzyska Olimpijskie 1984
| Konkurencja     | Walki                  | Walki                 | Klas. końcowa |
| Konkurencja     | 1/16                   | 1/8                   | Miejsce       |
| --------------- | ---------------------- | --------------------- | ------------- |
| waga półśrednia | Carlos Huttich (MEX) W | Kevin Doherty (CAN) P | XIV           |

## Letnie Igrzyska Olimpijskie 1988
| Konkurencja  | Walki                | Walki                    | Walki                 | Klas. końcowa |
| Konkurencja  | 1/16                 | 1/8                      | 1/4                   | Miejsce       |
| ------------ | -------------------- | ------------------------ | --------------------- | ------------- |
| waga średnia | James Waithe (BAR) W | Charles Griffith (VEN) W | Akinobu Osako (JPN) P | XI            |